# كيد باتلر (لاعب كرة قاعدة)
كيد باتلر (بالإنجليزية: Kid Butler)‏ هو لاعب كرة قاعدة أمريكي، ولد في 9 أغسطس 1887 في فرانكلين في الولايات المتحدة، وتوفي في 22 فبراير 1964 في ريتشموند في الولايات المتحدة.

## وصلات خارجية
- كيد باتلر (لاعب كرة قاعدة) على موقعبيزبول رفرنس.كوم (الدوري الرئيسي) (الإنجليزية)
- كيد باتلر (لاعب كرة قاعدة) على موقعبيزبول رفرنس.كوم (الدوري الثانوي) (الإنجليزية)